# ماگدالینا فراکویک
ماگدالینا فراکویک (انگلیسی: Magdalena Frąckowiak؛ زادهٔ ۸ اکتبر ۱۹۸۴) مدل‌ وطراح جواهرات اهل لهستان است. او فعالیت حرفه‌ای خود را در سال ۲۰۰۶ آغاز کرد.